# Wiccanské rede
Wiccanské rede (angl. The Wiccan Rede, rada čarodějnic) je pořekadlo shrnující etiku neopohanského náboženství Wicca. V krátké, ale významově úplné formě zní: An it harm none, do what ye wilt. Česky lze přeložit slovy: "Čin co chceš,pokud tím nikomu neublížíš". Rede se objevuje i v rozvinutějších veršovaných podobách, český překlad jedné z nich končí:
Těchto pět slov ať navždy ctíš
Čiň co chceš, pokud neškodíš!

## Interpretace rede
Rede je často považováno za obdobu etického Zlatého pravidla, které se objevuje v mnoha různých náboženstvích. Zatímco však Zlaté pravidlo zakazuje subjektivně škodit, Wiccanské rede nezakazuje nic. Ve wiccanských a neopohanských kruzích se o významu rede často diskutuje. Důležitým konceptem je skutečnost, že rede je rada, nikoliv přikázání, a že škodlivé skutky nejsou v rede upřesněny. Koncept etické reciprocity není v rede explicitně uveden, většina wiccanů se ale domnívá, že duchem rede je aktivně činit dobro bližním i sobě samému. Různé skupiny wiccanů vztahují rede i na zvířata, rostliny atd.
Slovo wilt, se obvykle chápe jako pravá vůle, nikoliv prosté chtění. Naplněním rede je tak následování pravé vůle, nikoliv uspokojování jednoduchých potřeb, a to takovým způsobem, aby nikomu nebylo ublíženo. Rede tak na wiccana pokládá zodpovědnost za jeho vlastní činy.
Rede také odmítá koncept hříchu. Na rozdíl od křesťanského Desatera neobsahuje dogmatické příkazy ani zákazy, je pouhým vodítkem, které musí wiccan sám interpretovat a podle situace použít.
Etice rede se dostalo pozornosti mezi některými anarchisty a libertariány.